# Jan Koblasa
Jan Koblasa (Tábor, 5 oktober 1932 – 3 oktober 2017) was een in Duitsland werkzame Tsjechische beeldhouwer, schilder en graficus.

## Leven en werk
Koblasa volgde van 1952 tot 1958 een beeldhouwopleiding bij Jan Lauda, Otakar Španiel en Karel Pokorný aan de kunstacademie van Praag, de Akademie výtvarných umění v Praze (AVU). Met Jaroslav Vožniak, Bedřich Dlouhý en Karel Nepraš stichtte hij in 1954 de kunstenaarsgroepering Klub, het latere Šmidrové. Hij leerde de kunstcollectie kennen van Vincenc Kramář met werken van Pablo Picasso, Bohumil Kubišta en Emil Filla. In 1958 volgde hij gedurende een jaar een opleiding decorbouw aan de faculteit podiumkunsten van de academie en zag in het depot van de Nationale Galerie het werk van de schilder František Kupka. In 1962 nam hij deel aan een tentoonstelling in het Poolse Krakau en was hij met werk vertegenwoordigd in Washington D.C. (Art since 1950), in 1965 gevolgd door diverse exposities in Duitsland. In 1966 kreeg hij zijn eerste solo-expositie in Praag, gevolgd door tentoonstellingen in Duitsland, Nederland, België en Frankrijk.
In 1968 nam Koblasa deel aan een expositie tijdens de Kieler Woche in Kiel. Hij reisde aansluitend naar Italië, waarvandaan hij, na de gebeurtenissen in Praag (de Praagse Lente), niet terugkeerde, maar vrijwillig in ballingschap ging. In 1969 kreeg hij de uitnodiging in Kiel een beeldhouwatelier aan de kunstacademie te starten. Koblasa kreeg politiek asiel in Duitsland en was van 1972 tot 1997 hoogleraar beeldhouwkunst aan de Muthesius Kunsthochschule. Vanaf 1991 ontving hij weer uitnodigingen voor exposities in Tsjechië en sinds 2003 bekleedde hij een leerstoel aan de kunstacademie in Praag.

## Werken (selectie)
- 1968 · Klein Zaches (hout), collectie Kunsthalle zu Kiel in Kiel
- Zwei Boten, altaar van de Universitätskirche Kiel : Fly I en Fly II (langdurige bruikleen van de kunstenaar)
- 1975 · Kopfplastik (beton) voor de Paul-Gerhard-Schule in Lübeck
- 1980/81 · Drei Stehende (brons), Kunsthalle St. Annen in Lübeck
- 1983 · Arabella (marmer - Lübecker Bildhauersymposion) Lübecker Dom in Lübeck
- 1983 · Domtürme (Anröchter dolomiet - Lübecker Bildhauersymposion) op de begraafplaats bij de Dom in Lübeck
- 1989 · Doppelskulptur David und Goliath (diabas), Ostufer Einfelder See in Neumünster
- 1990 · Great Victim, Beeldenpark symposium Hořice
- 1993 · Der Wächter, Heggerstraße in Hattingen
- 2002 · In Bílka (gemeente Bořislav), werd in 2002 (onder beschermheerschap van Václav Havel) een Duits-Tsjechische vriendschapsweg aangelegd. Op initiatief van Ivan Nosek en Jan Koblasa werden door zeven Tsjechische en zeven buitenlandse kunstenaars 14 sculpturen langs de route naar Černčice geplaatst.
- 2003 · sculptuur tijdens het beeldhouwersymposium in Cesta Mramoru
- 2004 · Gruppe von Vier Boten (brons), Gerisch-Skulpturen-Park in Neumünster en Gottorfer Skulpturenpark van Schloß Gottorf in Schleswig
- 2005 · opdracht voor een Monument to Gustav Mahler in Jihlava (te onthullen ter gelegenheid van de Mahler herdenkingen in 2010 en 2011)

## Fotogalerij

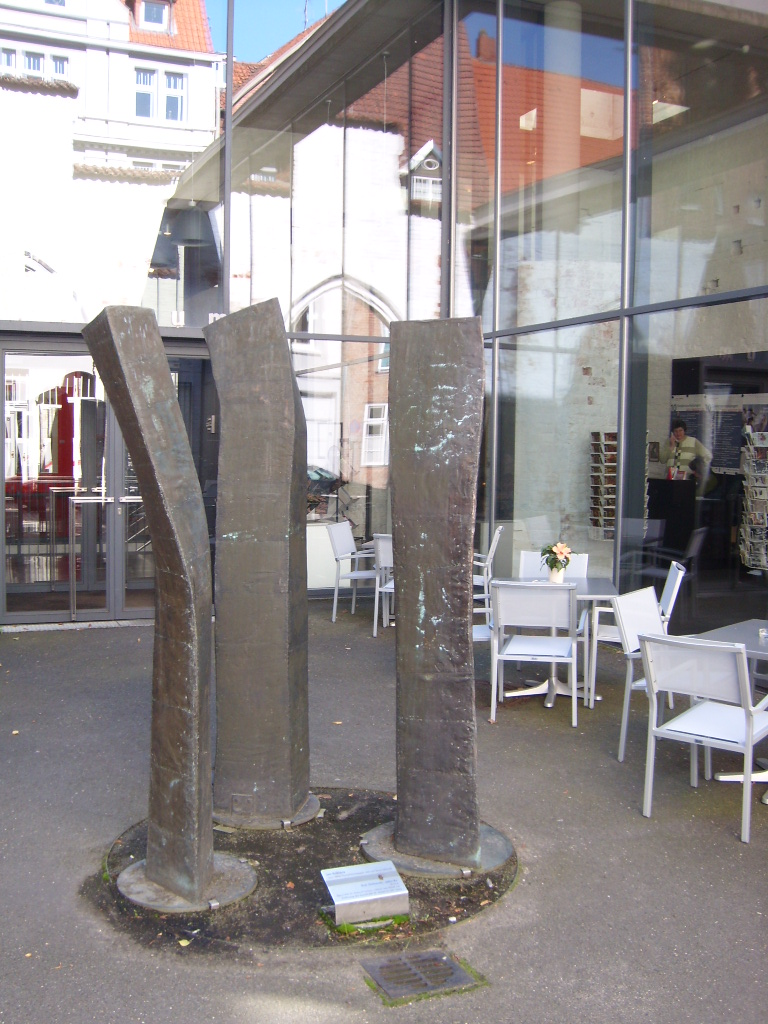
Drei Stehende (1980/81)
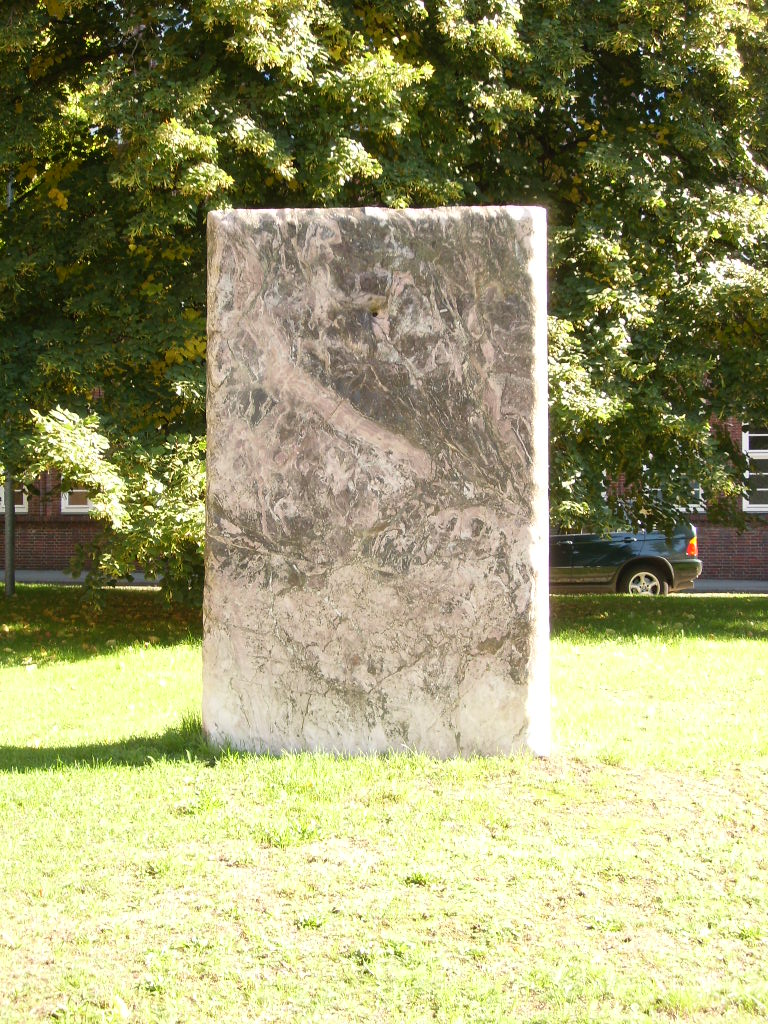
Arabella (1983)
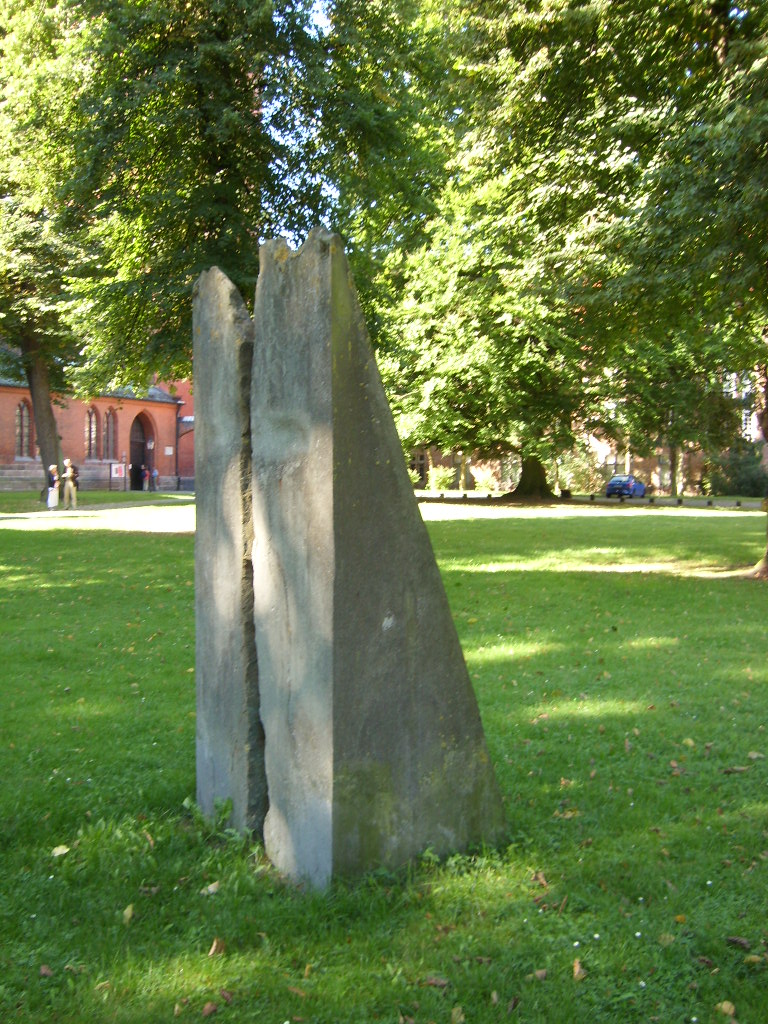
Domtürme (1983)
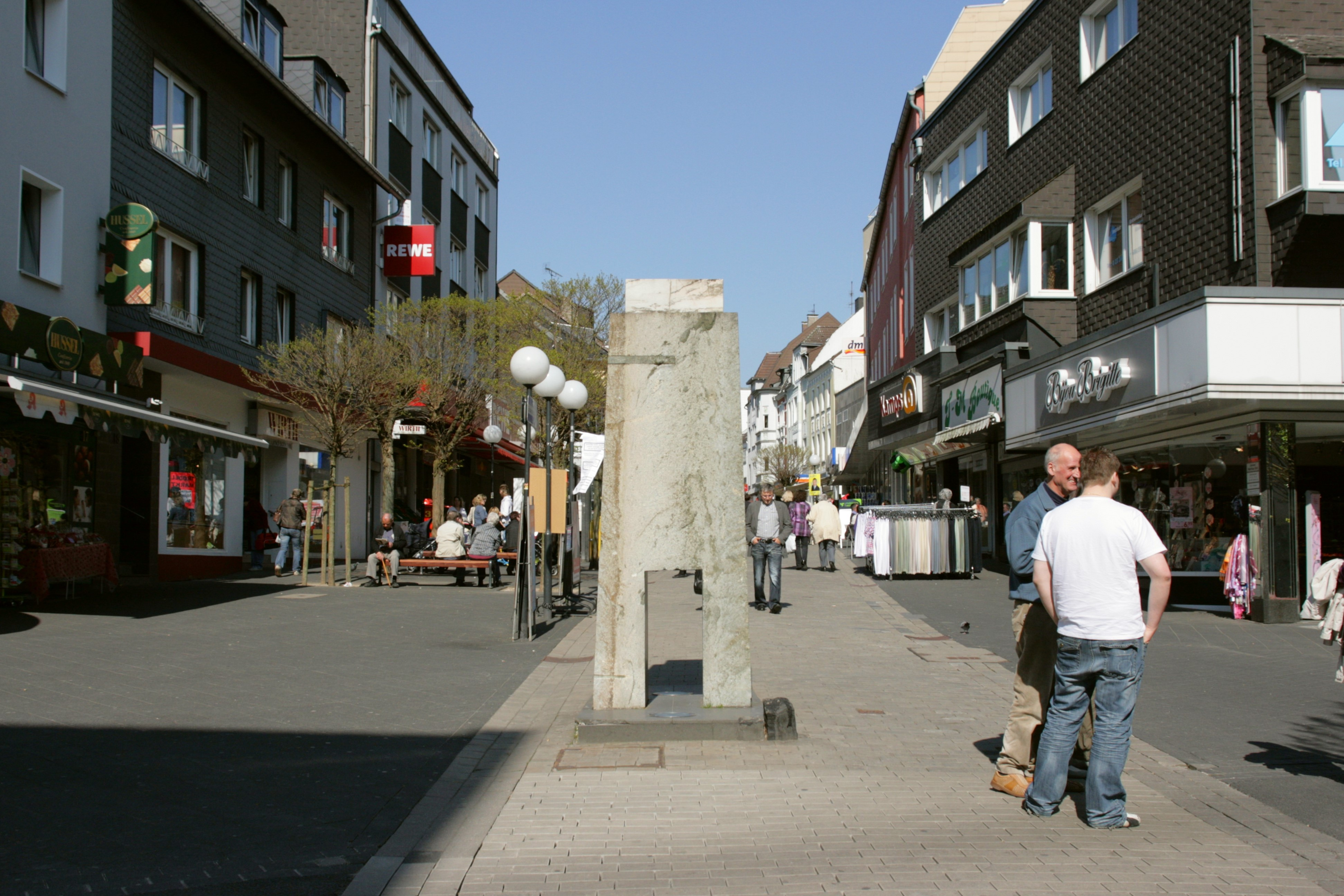
Der Wächter (1993)